# Tournoi féminin de hockey sur gazon aux Jeux olympiques d'été de 2024
Navigation
Tokyo 2020 Los Angeles 2028
Le tournoi féminin de hockey sur gazon aux Jeux olympiques d'été de 2024 se tient à Colombes, en France, du 27 juillet au 9 août 2024 au Stade départemental Yves-du-Manoir, c'est la 12e édition de cet événement.
Les Pays-Bas, vainqueurs de l'édition 2020, remettront leur titre en jeu pour la 4e fois.

## Calendrier de la compétition
En phase de groupes, les matchs se jouent en 2 terrains.
| 27 | 28 | 29 | 30 | 31 | 1er | 2 | 3 | 4 | 5  | 6 | 7  | 8 | 9 |
| -- | -- | -- | -- | -- | --- | - | - | - | -- | - | -- | - | - |
| P  | P  | P  |    | P  | P   | P | P |   | QF |   | DF |   | F |

|  | Jour de compétition |  | Jour de finale |

## Format de la compétition
Les douze équipes qualifiées sont réparties en deux poules de six équipes chacune. Au sein de chaque poule, toutes les équipes se rencontrent. Trois points sont attribués pour une victoire, un pour un match nul, et aucun pour une défaite. Les quatre premières équipes de chaque poule sont qualifiées pour les quarts de finale.

## Équipes qualifiées
La France est qualifiée directement en tant que pays organisateur. Les cinq équipes vainqueures des tournois continentaux sont également qualifiées. Pour les 6 dernières places, 2 tournois de qualification olympique pour que trois équipes dans chaque tournoi soit qualifiées.
| Événement                                        | Dates                         | Lieu            | Quotas | Qualifiés                        |
| ------------------------------------------------ | ----------------------------- | --------------- | ------ | -------------------------------- |
| Pays hôte                                        | 13 septembre 2017             | Lima            | 1      | France                           |
| Coupe d'Océanie 2023                             | 10 - 13 août 2023             | Whangarei       | 1      | Australie                        |
| Championnat d'Europe 2023                        | 18 - 27 août 2023             | Mönchengladbach | 1      | Pays-Bas                         |
| Jeux asiatiques 2022                             | 25 septembre - 7 octobre 2023 | Hangzhou        | 1      | Chine                            |
| Jeux panaméricains 2023                          | 25 octobre - 4 novembre 2023  | Santiago        | 1      | Argentine                        |
| Tournoi africain de qualification olympique 2023 | 29 octobre - 5 novembre 2023  | Pretoria        | 1      | Afrique du Sud                   |
| Tournoi de qualification olympique 2024          | 13 - 20 janvier 2024          | Valence         | 3      | Belgique Espagne Grande-Bretagne |
| Tournoi de qualification olympique 2024          | 13 - 19 janvier 2024          | Ranchi          | 3      | Allemagne États-Unis Japon       |

## Critères
En cas d'égalité de points de plusieurs équipes à l'issue des matchs de poule, les critères suivants sont appliqués dans l'ordre indiqué pour établir leur classement:
1. Points de chaque équipe,
2. Matchs gagnés,
3. Différence de buts,
4. Buts pour,
5. Plus grand nombre de points obtenus dans les matchs de poule disputés entre les équipes concernées,
6. Buts marqués en plein jeu.

## Phase de groupes
Les groupes ont été annoncées le 22 janvier 2024.
Légende :
- Quarts de finale

### Groupe A
| Rang | Équipe     | Pts | J | G | N | P | Bp | Bc | Diff |
| ---- | ---------- | --- | - | - | - | - | -- | -- | ---- |
| 1    | Pays-Bas T | 15  | 5 | 5 | 0 | 0 | 19 | 5  | +14  |
| 2    | Belgique   | 12  | 5 | 4 | 0 | 1 | 13 | 4  | +9   |
| 3    | Allemagne  | 9   | 5 | 3 | 0 | 2 | 12 | 7  | +5   |
| 4    | Chine      | 6   | 5 | 2 | 0 | 3 | 15 | 10 | +5   |
| 5    | Japon      | 3   | 5 | 1 | 0 | 4 | 2  | 15 | -13  |
| 6    | France H   | 0   | 5 | 0 | 0 | 5 | 4  | 24 | -20  |

| 27 juillet 2024 | Pays-Bas  | 6 - 2 | France    |
| 28 juillet 2024 | Belgique  | 2 - 1 | Chine     |
| 28 juillet 2024 | Allemagne | 2 - 0 | Japon     |
| 29 juillet 2024 | Japon     | 0 - 5 | Chine     |
| 29 juillet 2024 | Allemagne | 1 - 2 | Pays-Bas  |
| 29 juillet 2024 | France    | 0 - 5 | Belgique  |
| 31 juillet 2024 | France    | 1 - 5 | Allemagne |
| 31 juillet 2024 | Belgique  | 3 - 0 | Japon     |
| 31 juillet 2024 | Pays-Bas  | 3 - 0 | Chine     |
| 1er août 2024   | Japon     | 1 - 0 | France    |
| 2 août 2024     | Chine     | 2 - 4 | Allemagne |
| 2 août 2024     | Belgique  | 1 - 3 | Pays-Bas  |
| 3 août 2024     | Pays-Bas  | 5 - 1 | Japon     |
| 3 août 2024     | Chine     | 7 - 1 | France    |
| 3 août 2024     | Allemagne | 0 - 2 | Belgique  |

| Match 2               | France                             | 2 - 6   | Pays-Bas                                         |                                                                    |                                                                    |
| 27 juillet 2024 20h15 | Lhopital 35e · Le Nindre 46e       | (0 - 1) | 29e Matla · 32e, 35e, 45e, 48e Jansen · 50e Burg | Arbitrage : Cookie Tan Ayanna McClean Arbitre vidéo : Alison Keogh | Arbitrage : Cookie Tan Ayanna McClean Arbitre vidéo : Alison Keogh |
| 27 juillet 2024 20h15 | Rapport (FIH) Rapport (Paris 2024) |         |                                                  | Arbitrage : Cookie Tan Ayanna McClean Arbitre vidéo : Alison Keogh | Arbitrage : Cookie Tan Ayanna McClean Arbitre vidéo : Alison Keogh |

| Match 3               | Belgique                           | 2 - 1   | Chine        |                                                                       |                                                                       |
| 28 juillet 2024 10h00 | Ballenghien 23e · Englebert 55e    | (1 - 0) | 46e Chen Ya. | Arbitrage : Hannah Harrison Amber Church Arbitre vidéo : Raghu Prasad | Arbitrage : Hannah Harrison Amber Church Arbitre vidéo : Raghu Prasad |
| 28 juillet 2024 10h00 | Rapport (FIH) Rapport (Paris 2024) |         |              | Arbitrage : Hannah Harrison Amber Church Arbitre vidéo : Raghu Prasad | Arbitrage : Hannah Harrison Amber Church Arbitre vidéo : Raghu Prasad |

| Match 4               | Allemagne                          | 2 - 0   | Japon |                                                                    |                                                                    |
| 28 juillet 2024 10h30 | Stapenhorst 12e · Lorenz 56e       | (1 - 0) |       | Arbitrage : Sarah Wilson Alison Keogh Arbitre vidéo : Wanri Venter | Arbitrage : Sarah Wilson Alison Keogh Arbitre vidéo : Wanri Venter |
| 28 juillet 2024 10h30 | Rapport (FIH) Rapport (Paris 2024) |         |       | Arbitrage : Sarah Wilson Alison Keogh Arbitre vidéo : Wanri Venter | Arbitrage : Sarah Wilson Alison Keogh Arbitre vidéo : Wanri Venter |

| Match 7               | Japon                              | 0 - 5   | Chine                                                     |                                                                        |                                                                        |
| 29 juillet 2024 10h30 |                                    | (0 - 4) | 16e Zhong J.Q. · 19e Li H. · 23e Ma N. · 24e, 55e Gu B.F. | Arbitrage : Annelize Rostron Wanri Venter Arbitre vidéo : Steve Rogers | Arbitrage : Annelize Rostron Wanri Venter Arbitre vidéo : Steve Rogers |
| 29 juillet 2024 10h30 | Rapport (FIH) Rapport (Paris 2024) |         |                                                           | Arbitrage : Annelize Rostron Wanri Venter Arbitre vidéo : Steve Rogers | Arbitrage : Annelize Rostron Wanri Venter Arbitre vidéo : Steve Rogers |

| Match 11              | Pays-Bas                           | 2 - 1   | Allemagne       |                                                                        |                                                                        |
| 29 juillet 2024 19h45 | Jansen 50e · Veen 54e              | (0 - 0) | 44e Stapenhorst | Arbitrage : Aleisha Neumann Amber Church Arbitre vidéo : Martin Madden | Arbitrage : Aleisha Neumann Amber Church Arbitre vidéo : Martin Madden |
| 29 juillet 2024 19h45 | Rapport (FIH) Rapport (Paris 2024) |         |                 | Arbitrage : Aleisha Neumann Amber Church Arbitre vidéo : Martin Madden | Arbitrage : Aleisha Neumann Amber Church Arbitre vidéo : Martin Madden |

| Match 12              | France                             | 0 - 5   | Belgique                                                          |                                                                       |                                                                       |
| 29 juillet 2024 20h15 |                                    | (0 - 3) | 7e Rasir · 12e, 52e Ballenghien · 18e Gerniers · 37e Vanden Borre | Arbitrage : Raghu Prasad Liu Xiaoying Arbitre vidéo : Rachel Williams | Arbitrage : Raghu Prasad Liu Xiaoying Arbitre vidéo : Rachel Williams |
| 29 juillet 2024 20h15 | Rapport (FIH) Rapport (Paris 2024) |         |                                                                   | Arbitrage : Raghu Prasad Liu Xiaoying Arbitre vidéo : Rachel Williams | Arbitrage : Raghu Prasad Liu Xiaoying Arbitre vidéo : Rachel Williams |

| Match 15              | France                             | 1 - 5   | Allemagne                                            |                                                                      |                                                                      |
| 31 juillet 2024 12h45 | Lhopital 51e                       | (0 - 3) | 3e, 52e, 53e Lorenz · 11e Stapenhorst · 28e Wortmann | Arbitrage : Emi Yamada Annelize Rostron Arbitre vidéo : Wanri Venter | Arbitrage : Emi Yamada Annelize Rostron Arbitre vidéo : Wanri Venter |
| 31 juillet 2024 12h45 | Rapport (FIH) Rapport (Paris 2024) |         |                                                      | Arbitrage : Emi Yamada Annelize Rostron Arbitre vidéo : Wanri Venter | Arbitrage : Emi Yamada Annelize Rostron Arbitre vidéo : Wanri Venter |

| Match 17              | Belgique                                       | 3 - 0   | Japon |                                                                      |                                                                      |
| 31 juillet 2024 17h00 | Brasseur 28e · Englebert 29e · Ballenghien 52e | (2 - 0) |       | Arbitrage : Gabriel Labate Ayanna McClean Arbitre vidéo : Cookie Tan | Arbitrage : Gabriel Labate Ayanna McClean Arbitre vidéo : Cookie Tan |
| 31 juillet 2024 17h00 | Rapport (FIH) Rapport (Paris 2024)             |         |       | Arbitrage : Gabriel Labate Ayanna McClean Arbitre vidéo : Cookie Tan | Arbitrage : Gabriel Labate Ayanna McClean Arbitre vidéo : Cookie Tan |

| Match 18              | Pays-Bas                           | 3 - 0   | Chine |                                                                            |                                                                            |
| 31 juillet 2024 20h15 | Moes 3e · Veen 15e · Verschoor 46e | (2 - 0) |       | Arbitrage : Irene Presenqui Laurine Delforge Arbitre vidéo : Sean Rapaport | Arbitrage : Irene Presenqui Laurine Delforge Arbitre vidéo : Sean Rapaport |
| 31 juillet 2024 20h15 | Rapport (FIH) Rapport (Paris 2024) |         |       | Arbitrage : Irene Presenqui Laurine Delforge Arbitre vidéo : Sean Rapaport | Arbitrage : Irene Presenqui Laurine Delforge Arbitre vidéo : Sean Rapaport |

| Match 21            | France                             | 0 - 1   | Japon        |                                                                              |                                                                              |
| 1er août 2024 19h45 |                                    | (0 - 1) | 12e Toriyama | Arbitrage : Aleisha Neumann Rachel Williams Arbitre vidéo : Annelize Rostron | Arbitrage : Aleisha Neumann Rachel Williams Arbitre vidéo : Annelize Rostron |
| 1er août 2024 19h45 | Rapport (FIH) Rapport (Paris 2024) |         |              | Arbitrage : Aleisha Neumann Rachel Williams Arbitre vidéo : Annelize Rostron | Arbitrage : Aleisha Neumann Rachel Williams Arbitre vidéo : Annelize Rostron |

| Match 23          | Allemagne                              | 4 - 2   | Chine                     |                                                                        |                                                                        |
| 2 août 2024 10h00 | Lorenz 12e, 49e · Stapenhorst 17e, 18e | (3 - 0) | 36e Dan W. · 55e Zou M.R. | Arbitrage : Sarah Wilson Annelize Rostron Arbitre vidéo : Amber Church | Arbitrage : Sarah Wilson Annelize Rostron Arbitre vidéo : Amber Church |
| 2 août 2024 10h00 | Rapport (FIH) Rapport (Paris 2024)     |         |                           | Arbitrage : Sarah Wilson Annelize Rostron Arbitre vidéo : Amber Church | Arbitrage : Sarah Wilson Annelize Rostron Arbitre vidéo : Amber Church |

| Match 24          | Pays-Bas                                | 3 - 1   | Belgique        |                                                                          |                                                                          |
| 2 août 2024 12h45 | Sanders 6e · Jansen 13e · Verschoor 30e | (3 - 0) | 35e Ballenghien | Arbitrage : Hannah Harrison Liu Xiaoying Arbitre vidéo : Rachel Williams | Arbitrage : Hannah Harrison Liu Xiaoying Arbitre vidéo : Rachel Williams |
| 2 août 2024 12h45 | Rapport (FIH) Rapport (Paris 2024)      |         |                 | Arbitrage : Hannah Harrison Liu Xiaoying Arbitre vidéo : Rachel Williams | Arbitrage : Hannah Harrison Liu Xiaoying Arbitre vidéo : Rachel Williams |

| Match 26          | Pays-Bas                                        | 5 - 1   | Japon          |                                                                       |                                                                       |
| 3 août 2024 10h30 | Jansen 4e · Matla 9e, 40e · Burg 14e · Veen 53e | (3 - 1) | 23e Kobayakawa | Arbitrage : Rachel Williams Sarah Wilson Arbitre vidéo : Wanri Venter | Arbitrage : Rachel Williams Sarah Wilson Arbitre vidéo : Wanri Venter |
| 3 août 2024 10h30 | Rapport (FIH) Rapport (Paris 2024)              |         |                | Arbitrage : Rachel Williams Sarah Wilson Arbitre vidéo : Wanri Venter | Arbitrage : Rachel Williams Sarah Wilson Arbitre vidéo : Wanri Venter |

| Match 29          | France                             | 1 - 7   | Chine                                                                          |                                                                          |                                                                          |
| 3 août 2024 17h00 | Delemazure 22e                     | (1 - 3) | 9e, 25e Li H. · 16e, 55e Chen Ya. · 33e Zhong J.Q. · 41e Zhang Y. · 48e Dan W. | Arbitrage : Aleisha Neumann Alison Keogh Arbitre vidéo : Rachel Williams | Arbitrage : Aleisha Neumann Alison Keogh Arbitre vidéo : Rachel Williams |
| 3 août 2024 17h00 | Rapport (FIH) Rapport (Paris 2024) |         |                                                                                | Arbitrage : Aleisha Neumann Alison Keogh Arbitre vidéo : Rachel Williams | Arbitrage : Aleisha Neumann Alison Keogh Arbitre vidéo : Rachel Williams |

| Match 30          | Belgique                           | 2 - 0   | Allemagne |                                                                         |                                                                         |
| 3 août 2024 19h45 | Struijk 13e · Ballenghien 17e      | (2 - 0) |           | Arbitrage : Irene Presenqui Wanri Venter Arbitre vidéo : Ayanna McClean | Arbitrage : Irene Presenqui Wanri Venter Arbitre vidéo : Ayanna McClean |
| 3 août 2024 19h45 | Rapport (FIH) Rapport (Paris 2024) |         |           | Arbitrage : Irene Presenqui Wanri Venter Arbitre vidéo : Ayanna McClean | Arbitrage : Irene Presenqui Wanri Venter Arbitre vidéo : Ayanna McClean |

### Groupe B
| Rang | Équipe          | Pts | J | G | N | P | Bp | Bc | Diff |
| ---- | --------------- | --- | - | - | - | - | -- | -- | ---- |
| 1    | Australie       | 13  | 5 | 4 | 1 | 0 | 15 | 5  | +10  |
| 2    | Argentine       | 13  | 5 | 4 | 1 | 0 | 16 | 7  | +9   |
| 3    | Espagne         | 7   | 5 | 2 | 1 | 2 | 6  | 7  | -1   |
| 4    | Grande-Bretagne | 6   | 5 | 2 | 0 | 3 | 8  | 12 | -4   |
| 5    | États-Unis      | 4   | 5 | 1 | 1 | 3 | 5  | 13 | -8   |
| 6    | Afrique du Sud  | 0   | 5 | 0 | 0 | 5 | 4  | 10 | -6   |

| 27 juillet 2024 | Argentine       | 4 - 1 | États-Unis      |
| 28 juillet 2024 | Australie       | 2 - 1 | Afrique du Sud  |
| 28 juillet 2024 | Grande-Bretagne | 1 - 2 | Espagne         |
| 29 juillet 2024 | Espagne         | 1 - 1 | États-Unis      |
| 29 juillet 2024 | Grande-Bretagne | 0 - 4 | Australie       |
| 29 juillet 2024 | Afrique du Sud  | 2 - 4 | Argentine       |
| 31 juillet 2024 | Argentine       | 2 - 1 | Espagne         |
| 31 juillet 2024 | Afrique du Sud  | 1 - 2 | Grande-Bretagne |
| 31 juillet 2024 | Australie       | 3 - 0 | États-Unis      |
| 1er août 2024   | États-Unis      | 2 - 5 | Grande-Bretagne |
| 1er août 2024   | Espagne         | 1 - 0 | Afrique du Sud  |
| 1er août 2024   | Argentine       | 3 - 3 | Australie       |
| 3 août 2024     | Grande-Bretagne | 0 - 3 | Argentine       |
| 3 août 2024     | Australie       | 3 - 1 | Espagne         |
| 3 août 2024     | États-Unis      | 1 - 0 | Afrique du Sud  |

| Match 1               | Argentine                                             | 4 - 1   | États-Unis |                                                                       |                                                                       |
| 27 juillet 2024 19h45 | Sanchez 18e · Gorzelany 29e · Jankunas 44e · Díaz 47e | (2 - 0) | 33e Sessa  | Arbitrage : Aleisha Neumann Wanri Venter Arbitre vidéo : Amber Church | Arbitrage : Aleisha Neumann Wanri Venter Arbitre vidéo : Amber Church |
| 27 juillet 2024 19h45 | Rapport (FIH) Rapport (Paris 2024)                    |         |            | Arbitrage : Aleisha Neumann Wanri Venter Arbitre vidéo : Amber Church | Arbitrage : Aleisha Neumann Wanri Venter Arbitre vidéo : Amber Church |

| Match 5               | Australie                          | 2 - 1   | Afrique du Sud |                                                                       |                                                                       |
| 28 juillet 2024 12h45 | Kershaw 16e · T. Stewart 40e       | (1 - 1) | 14e De Waal    | Arbitrage : Rachel Williams Emi Yamada Arbitre vidéo : Gabriel Labate | Arbitrage : Rachel Williams Emi Yamada Arbitre vidéo : Gabriel Labate |
| 28 juillet 2024 12h45 | Rapport (FIH) Rapport (Paris 2024) |         |                | Arbitrage : Rachel Williams Emi Yamada Arbitre vidéo : Gabriel Labate | Arbitrage : Rachel Williams Emi Yamada Arbitre vidéo : Gabriel Labate |

| Match 6               | Grande-Bretagne                    | 1 - 2   | Espagne                  |                                                                          |                                                                          |
| 28 juillet 2024 13h15 | Ansley 4e                          | (1 - 2) | 4e L. Barrios · 9e Riera | Arbitrage : Liu Xiaoying Annelize Rostron Arbitre vidéo : Ayanna McClean | Arbitrage : Liu Xiaoying Annelize Rostron Arbitre vidéo : Ayanna McClean |
| 28 juillet 2024 13h15 | Rapport (FIH) Rapport (Paris 2024) |         |                          | Arbitrage : Liu Xiaoying Annelize Rostron Arbitre vidéo : Ayanna McClean | Arbitrage : Liu Xiaoying Annelize Rostron Arbitre vidéo : Ayanna McClean |

| Match 8               | Espagne                            | 1 - 1   | États-Unis   |                                                                       |                                                                       |
| 29 juillet 2024 13h15 | García 20e                         | (1 - 1) | 14e Gladieux | Arbitrage : Rachel Williams Cookie Tan Arbitre vidéo : Gabriel Labate | Arbitrage : Rachel Williams Cookie Tan Arbitre vidéo : Gabriel Labate |
| 29 juillet 2024 13h15 | Rapport (FIH) Rapport (Paris 2024) |         |              | Arbitrage : Rachel Williams Cookie Tan Arbitre vidéo : Gabriel Labate | Arbitrage : Rachel Williams Cookie Tan Arbitre vidéo : Gabriel Labate |

| Match 9               | Australie                                                  | 4 - 0   | Grande-Bretagne |                                                                        |                                                                        |
| 29 juillet 2024 17h00 | Greiner 17e · Arnott 19e · T. Stewart 46e · G. Stewart 52e | (2 - 0) |                 | Arbitrage : Irene Presenqui Alison Keogh Arbitre vidéo : Sean Rapaport | Arbitrage : Irene Presenqui Alison Keogh Arbitre vidéo : Sean Rapaport |
| 29 juillet 2024 17h00 | Rapport (FIH) Rapport (Paris 2024)                         |         |                 | Arbitrage : Irene Presenqui Alison Keogh Arbitre vidéo : Sean Rapaport | Arbitrage : Irene Presenqui Alison Keogh Arbitre vidéo : Sean Rapaport |

| Match 10              | Argentine                              | 4 - 2   | Afrique du Sud         |                                                                             |                                                                             |
| 29 juillet 2024 17h30 | Gorzelany 17e, 49e, 52e · Jankunas 53e | (2 - 1) | 15e Louw · 29e De Waal | Arbitrage : Laurine Delforge Ayanna McClean Arbitre vidéo : Hannah Harrison | Arbitrage : Laurine Delforge Ayanna McClean Arbitre vidéo : Hannah Harrison |
| 29 juillet 2024 17h30 | Rapport (FIH) Rapport (Paris 2024)     |         |                        | Arbitrage : Laurine Delforge Ayanna McClean Arbitre vidéo : Hannah Harrison | Arbitrage : Laurine Delforge Ayanna McClean Arbitre vidéo : Hannah Harrison |

| Match 13              | Argentine                          | 2 - 1   | Espagne   |                                                                          |                                                                          |
| 31 juillet 2024 10h00 | Gorzelany 6e · Trinchinetti 21e    | (2 - 0) | 34e Riera | Arbitrage : Hannah Harrison Alison Keogh Arbitre vidéo : Rachel Williams | Arbitrage : Hannah Harrison Alison Keogh Arbitre vidéo : Rachel Williams |
| 31 juillet 2024 10h00 | Rapport (FIH) Rapport (Paris 2024) |         |           | Arbitrage : Hannah Harrison Alison Keogh Arbitre vidéo : Rachel Williams | Arbitrage : Hannah Harrison Alison Keogh Arbitre vidéo : Rachel Williams |

| Match 14              | Grande-Bretagne                    | 2 - 1   | Afrique du Sud |                                                                     |                                                                     |
| 31 juillet 2024 10h30 | Costello 19e · Martin 42e          | (1 - 1) | 6e De Waal     | Arbitrage : Amber Church Cookie Tan Arbitre vidéo : Aleisha Neumann | Arbitrage : Amber Church Cookie Tan Arbitre vidéo : Aleisha Neumann |
| 31 juillet 2024 10h30 | Rapport (FIH) Rapport (Paris 2024) |         |                | Arbitrage : Amber Church Cookie Tan Arbitre vidéo : Aleisha Neumann | Arbitrage : Amber Church Cookie Tan Arbitre vidéo : Aleisha Neumann |

| Match 16              | Australie                           | 3 - 0   | États-Unis |                                                                     |                                                                     |
| 31 juillet 2024 13h15 | Taylor 3e · Arnott 29e · Brooks 53e | (2 - 0) |            | Arbitrage : Sarah Wilson Liu Xiaoying Arbitre vidéo : Lim Hong-Zhen | Arbitrage : Sarah Wilson Liu Xiaoying Arbitre vidéo : Lim Hong-Zhen |
| 31 juillet 2024 13h15 | Rapport (FIH) Rapport (Paris 2024)  |         |            | Arbitrage : Sarah Wilson Liu Xiaoying Arbitre vidéo : Lim Hong-Zhen | Arbitrage : Sarah Wilson Liu Xiaoying Arbitre vidéo : Lim Hong-Zhen |

| Match 19            | Grande-Bretagne                                        | 5 - 2   | États-Unis    |                                                                     |                                                                     |
| 1er août 2024 17h00 | Hamilton 4e · Howard 19e, 25e · Martin 35e · Jones 39e | (3 - 2) | 8e, 29e Tamer | Arbitrage : Steve Rogers Ayanna McClean Arbitre vidéo : Ben Göntgen | Arbitrage : Steve Rogers Ayanna McClean Arbitre vidéo : Ben Göntgen |
| 1er août 2024 17h00 | Rapport (FIH) Rapport (Paris 2024)                     |         |               | Arbitrage : Steve Rogers Ayanna McClean Arbitre vidéo : Ben Göntgen | Arbitrage : Steve Rogers Ayanna McClean Arbitre vidéo : Ben Göntgen |

| Match 20            | Espagne                            | 1 - 0   | Afrique du Sud |                                                                       |                                                                       |
| 1er août 2024 17h30 | Iglesias 15e                       | (1 - 0) |                | Arbitrage : Hannah Harrison Emi Yamada Arbitre vidéo : Gabriel Labate | Arbitrage : Hannah Harrison Emi Yamada Arbitre vidéo : Gabriel Labate |
| 1er août 2024 17h30 | Rapport (FIH) Rapport (Paris 2024) |         |                | Arbitrage : Hannah Harrison Emi Yamada Arbitre vidéo : Gabriel Labate | Arbitrage : Hannah Harrison Emi Yamada Arbitre vidéo : Gabriel Labate |

| Match 22            | Australie                              | 3 - 3   | Argentine                            |                                                                      |                                                                      |
| 1er août 2024 20h15 | Nobbs 37e · Kershaw 45e · Williams 60e | (0 - 2) | 10e Casas · 10e Sauze · 50e Granatto | Arbitrage : Amber Church Wanri Venter Arbitre vidéo : Ayanna McClean | Arbitrage : Amber Church Wanri Venter Arbitre vidéo : Ayanna McClean |
| 1er août 2024 20h15 | Rapport (FIH) Rapport (Paris 2024)     |         |                                      | Arbitrage : Amber Church Wanri Venter Arbitre vidéo : Ayanna McClean | Arbitrage : Amber Church Wanri Venter Arbitre vidéo : Ayanna McClean |

| Match 25          | Argentine                               | 3 - 0   | Grande-Bretagne |                                                                          |                                                                          |
| 3 août 2024 10h00 | Raposo 34e · Albertarrio 35e · Díaz 55e | (0 - 0) |                 | Arbitrage : Laurine Delforge Emi Yamada Arbitre vidéo : Annelize Rostron | Arbitrage : Laurine Delforge Emi Yamada Arbitre vidéo : Annelize Rostron |
| 3 août 2024 10h00 | Rapport (FIH) Rapport (Paris 2024)      |         |                 | Arbitrage : Laurine Delforge Emi Yamada Arbitre vidéo : Annelize Rostron | Arbitrage : Laurine Delforge Emi Yamada Arbitre vidéo : Annelize Rostron |

| Match 27          | Australie                           | 3 - 1   | Espagne   |                                                                         |                                                                         |
| 3 août 2024 12h45 | Arnott 2e · Kershaw 55e · Nobbs 59e | (1 - 0) | 43e Riera | Arbitrage : Amber Church Ayanna McClean Arbitre vidéo : David Tomlinson | Arbitrage : Amber Church Ayanna McClean Arbitre vidéo : David Tomlinson |
| 3 août 2024 12h45 | Rapport (FIH) Rapport (Paris 2024)  |         |           | Arbitrage : Amber Church Ayanna McClean Arbitre vidéo : David Tomlinson | Arbitrage : Amber Church Ayanna McClean Arbitre vidéo : David Tomlinson |

| Match 28          | États-Unis                         | 1 - 0   | Afrique du Sud |                                                                         |                                                                         |
| 3 août 2024 13h15 | Sholder 43e                        | (0 - 0) |                | Arbitrage : Hannah Harrison Cookie Tan Arbitre vidéo : Laurine Delforge | Arbitrage : Hannah Harrison Cookie Tan Arbitre vidéo : Laurine Delforge |
| 3 août 2024 13h15 | Rapport (FIH) Rapport (Paris 2024) |         |                | Arbitrage : Hannah Harrison Cookie Tan Arbitre vidéo : Laurine Delforge | Arbitrage : Hannah Harrison Cookie Tan Arbitre vidéo : Laurine Delforge |

## Phase finale

### Tableau
|  | Quarts de finale | Quarts de finale | Quarts de finale | Quarts de finale |          |          | Demi-finales | Demi-finales | Demi-finales                  | Demi-finales                  |                               |                               | Finale      | Finale      | Finale      | Finale      |
|  |                  |                  |                  |                  |          |          |              |              |                               |                               |                               |                               |             |             |             |             |
|  | 5 août 2024      | 5 août 2024      | 5 août 2024      | 5 août 2024      |          |          | 7 août 2024  | 7 août 2024  | 7 août 2024                   | 7 août 2024                   |                               |                               | 9 août 2024 | 9 août 2024 | 9 août 2024 | 9 août 2024 |
|  | 5 août 2024      | 5 août 2024      | 5 août 2024      | 5 août 2024      |          |          | 7 août 2024  | 7 août 2024  | 7 août 2024                   | 7 août 2024                   |                               |                               | 9 août 2024 | 9 août 2024 | 9 août 2024 | 9 août 2024 |
|  | A1               | Pays-Bas         | 3                | 3                |          |          | 7 août 2024  | 7 août 2024  | 7 août 2024                   | 7 août 2024                   |                               |                               | 9 août 2024 | 9 août 2024 | 9 août 2024 | 9 août 2024 |
|  | A1               | Pays-Bas         | 3                | 3                |          |          | 7 août 2024  | 7 août 2024  | 7 août 2024                   | 7 août 2024                   |                               |                               | 9 août 2024 | 9 août 2024 | 9 août 2024 | 9 août 2024 |
|  | B4               | Grande-Bretagne  | 1                | 1                |          |          | 7 août 2024  | 7 août 2024  | 7 août 2024                   | 7 août 2024                   |                               |                               | 9 août 2024 | 9 août 2024 | 9 août 2024 | 9 août 2024 |
|  | B4               | Grande-Bretagne  | 1                | 1                | A1       | Pays-Bas | 3            | 3            |                               |                               |                               |                               | 9 août 2024 | 9 août 2024 | 9 août 2024 | 9 août 2024 |
|  | 5 août 2024      |                  |                  |                  | A1       | Pays-Bas | 3            | 3            |                               |                               |                               |                               | 9 août 2024 | 9 août 2024 | 9 août 2024 | 9 août 2024 |
|  |                  |                  | B2               | Argentine        | 0        | 0        |              |              |                               |                               |                               |                               | 9 août 2024 | 9 août 2024 | 9 août 2024 | 9 août 2024 |
|  | B2               | Argentine        | B2               | Argentine        | 0        | 0        | 1 (2)tab     | 1 (2)tab     |                               |                               |                               |                               | 9 août 2024 | 9 août 2024 | 9 août 2024 | 9 août 2024 |
|  | B2               | Argentine        | 7 août 2024      |                  |          |          | 1 (2)tab     | 1 (2)tab     |                               |                               |                               |                               | 9 août 2024 | 9 août 2024 | 9 août 2024 | 9 août 2024 |
|  | A3               | Allemagne        | 1 (0)            | 1 (0)            |          |          |              |              |                               |                               |                               |                               | 9 août 2024 | 9 août 2024 | 9 août 2024 | 9 août 2024 |
|  | A3               | Allemagne        | 1 (0)            | 1 (0)            | A1       | Pays-Bas | 1 (3)tab     | 1 (3)tab     |                               |                               |                               |                               |             |             |             |             |
|  | 5 août 2024      |                  |                  |                  | A1       | Pays-Bas | 1 (3)tab     | 1 (3)tab     |                               |                               |                               |                               |             |             |             |             |
|  |                  |                  | A4               | Chine            | 1 (1)    | 1 (1)    |              |              |                               |                               |                               |                               |             |             |             |             |
|  | A2               | Belgique         | A4               | Chine            | 1 (1)    | 1 (1)    | 2            | 2            |                               |                               |                               |                               |             |             |             |             |
|  | A2               | Belgique         |                  |                  |          |          |              |              |                               |                               |                               |                               |             |             |             |             |
|  | B3               | Espagne          | 0                | 0                |          |          |              |              |                               |                               |                               |                               |             |             |             |             |
|  | B3               | Espagne          | 0                | 0                | A2       | Belgique | 1 (2)        | 1 (2)        | Match pour la troisième place | Match pour la troisième place | Match pour la troisième place | Match pour la troisième place |             |             |             |             |
|  | 5 août 2024      |                  |                  |                  | A2       | Belgique | 1 (2)        | 1 (2)        | Match pour la troisième place | Match pour la troisième place | Match pour la troisième place | Match pour la troisième place |             |             |             |             |
|  |                  |                  | A4               | Chine            | 1 (3)tab | 1 (3)tab |              |              | 9 août 2024                   | 9 août 2024                   | 9 août 2024                   | 9 août 2024                   |             |             |             |             |
|  | B1               | Australie        | A4               | Chine            | 1 (3)tab | 1 (3)tab | 2            | 2            | 9 août 2024                   | 9 août 2024                   | 9 août 2024                   | 9 août 2024                   |             |             |             |             |
|  | B1               | Australie        |                  |                  |          |          |              | 2            |                               |                               | B2                            | Argentine                     | 2 (3)tab    | 2 (3)tab    |             |             |
|  | A4               | Chine            | 3                | 3                |          |          |              |              |                               |                               | B2                            | Argentine                     | 2 (3)tab    | 2 (3)tab    |             |             |
|  | A4               | Chine            | 3                | 3                | A2       | Belgique | 2 (1)        | 2 (1)        |                               |                               |                               |                               |             |             |             |             |
|  |                  |                  |                  |                  |          |          |              |              |                               |                               |                               |                               |             |             |             |             |

### Quarts de finale
| Match 34          | Australie                          | 2 - 3   | Chine                                   |                                                                           |                                                                           |
| 5 août 2024 10h00 | Arnott 10e · T. Stewart 45e        | (1 - 2) | 11e Ma N. · 20e Dan W. · 35e Zhong J.Q. | Arbitrage : Annelize Rostron Wanri Venter Arbitre vidéo : Rachel Williams | Arbitrage : Annelize Rostron Wanri Venter Arbitre vidéo : Rachel Williams |
| 5 août 2024 10h00 | Rapport (FIH) Rapport (Paris 2024) |         |                                         | Arbitrage : Annelize Rostron Wanri Venter Arbitre vidéo : Rachel Williams | Arbitrage : Annelize Rostron Wanri Venter Arbitre vidéo : Rachel Williams |

| Match 32          | Argentine                          | 1 - 1 2 - 0 t. a. b. | Allemagne                                |                                                                           |                                                                           |
| 5 août 2024 12h30 | Trinchinetti 59e                   | (0 - 0)              | 57e Huse                                 | Arbitrage : Aleisha Neumann Laurine Delforge Arbitre vidéo : Sarah Wilson | Arbitrage : Aleisha Neumann Laurine Delforge Arbitre vidéo : Sarah Wilson |
| 5 août 2024 12h30 | Rapport (FIH) Rapport (Paris 2024) |                      |                                          | Arbitrage : Aleisha Neumann Laurine Delforge Arbitre vidéo : Sarah Wilson | Arbitrage : Aleisha Neumann Laurine Delforge Arbitre vidéo : Sarah Wilson |
| 5 août 2024 12h30 | Casas · Jankunas · Díaz            | Tirs au but 2 - 0    | Weidemann · Huse · Schröder · Zimmermann | Arbitrage : Aleisha Neumann Laurine Delforge Arbitre vidéo : Sarah Wilson | Arbitrage : Aleisha Neumann Laurine Delforge Arbitre vidéo : Sarah Wilson |

| Match 31          | Pays-Bas                           | 3 - 1   | Grande-Bretagne |                                                                       |                                                                       |
| 5 août 2024 17h30 | De Waard 1e · Fokke 30e, 46e       | (2 - 1) | 20e Martin      | Arbitrage : Irene Presenqui Liu Xiaoying Arbitre vidéo : Amber Church | Arbitrage : Irene Presenqui Liu Xiaoying Arbitre vidéo : Amber Church |
| 5 août 2024 17h30 | Rapport (FIH) Rapport (Paris 2024) |         |                 | Arbitrage : Irene Presenqui Liu Xiaoying Arbitre vidéo : Amber Church | Arbitrage : Irene Presenqui Liu Xiaoying Arbitre vidéo : Amber Church |

| Match 33          | Belgique                           | 2 - 0   | Espagne |                                                                      |                                                                      |
| 5 août 2024 20h00 | Marien 46e · Englebert 49e         | (0 - 0) |         | Arbitrage : Alison Keogh Ayanna McClean Arbitre vidéo : Wanri Venter | Arbitrage : Alison Keogh Ayanna McClean Arbitre vidéo : Wanri Venter |
| 5 août 2024 20h00 | Rapport (FIH) Rapport (Paris 2024) |         |         | Arbitrage : Alison Keogh Ayanna McClean Arbitre vidéo : Wanri Venter | Arbitrage : Alison Keogh Ayanna McClean Arbitre vidéo : Wanri Venter |

### Demi-finales
| Match 35          | Pays-Bas                             | 3 - 0   | Argentine |                                                                        |                                                                        |
| 7 août 2024 14h00 | Fokke 21e · Nunnink 26e · Jansen 35e | (2 - 0) |           | Arbitrage : Laurine Delforge Sarah Wilson Arbitre vidéo : Alison Keogh | Arbitrage : Laurine Delforge Sarah Wilson Arbitre vidéo : Alison Keogh |
| 7 août 2024 14h00 | Rapport (FIH) Rapport (Paris 2024)   |         |           | Arbitrage : Laurine Delforge Sarah Wilson Arbitre vidéo : Alison Keogh | Arbitrage : Laurine Delforge Sarah Wilson Arbitre vidéo : Alison Keogh |

| Match 36          | Belgique                                             | 1 - 1 2 - 3 t. a. b. | Chine                                 |                                                                           |                                                                           |
| 7 août 2024 19h00 | Puvrez 59e                                           | (0 - 1)              | 18e Zou M.R.                          | Arbitrage : Aleisha Neumann Amber Church Arbitre vidéo : Annelize Rostron | Arbitrage : Aleisha Neumann Amber Church Arbitre vidéo : Annelize Rostron |
| 7 août 2024 19h00 | Rapport (FIH) Rapport (Paris 2024)                   |                      |                                       | Arbitrage : Aleisha Neumann Amber Church Arbitre vidéo : Annelize Rostron | Arbitrage : Aleisha Neumann Amber Church Arbitre vidéo : Annelize Rostron |
| 7 août 2024 19h00 | Englebert · Blockmans · Ballenghien · Rasir · Marien | Tirs au but 2 - 3    | Chen Ya. · He J.X. · Zou M.R. · Ma N. | Arbitrage : Aleisha Neumann Amber Church Arbitre vidéo : Annelize Rostron | Arbitrage : Aleisha Neumann Amber Church Arbitre vidéo : Annelize Rostron |

### Match pour la médaille de bronze
| Match 37          | Argentine                          | 2 - 2             | Belgique                                     |                                                                    |                                                                    |
| 9 août 2024 14h00 | Gorzelany 22e · Albertarrio 27e    | (2 - 2)           | 8e Puvrez · 27e Rasir                        | Arbitrage : Amber Church Alison Keogh Arbitre vidéo : Wanri Venter | Arbitrage : Amber Church Alison Keogh Arbitre vidéo : Wanri Venter |
| 9 août 2024 14h00 | Rapport (FIH) Rapport (Paris 2024) |                   |                                              | Arbitrage : Amber Church Alison Keogh Arbitre vidéo : Wanri Venter | Arbitrage : Amber Church Alison Keogh Arbitre vidéo : Wanri Venter |
| 9 août 2024 14h00 | Casas · Jankunas · Díaz · Cairo    | Tirs au but 3 - 1 | Englebert · Blockmans · Rasir · Vanden Borre | Arbitrage : Amber Church Alison Keogh Arbitre vidéo : Wanri Venter | Arbitrage : Amber Church Alison Keogh Arbitre vidéo : Wanri Venter |

### Match pour la médaille d'or
| Match 38          | Pays-Bas                           | 1 - 1             | Chine                                   |                                                                         |                                                                         |
| 9 août 2024 20h00 | Jansen 51e                         | (0 - 1)           | 6e Chen Yi                              | Arbitrage : Laurine Delforge Sarah Wison Arbitre vidéo : Ayanna McClean | Arbitrage : Laurine Delforge Sarah Wison Arbitre vidéo : Ayanna McClean |
| 9 août 2024 20h00 | Rapport (FIH) Rapport (Paris 2024) |                   |                                         | Arbitrage : Laurine Delforge Sarah Wison Arbitre vidéo : Ayanna McClean | Arbitrage : Laurine Delforge Sarah Wison Arbitre vidéo : Ayanna McClean |
| 9 août 2024 20h00 | Sanders · Verschoor · Moes · Veen  | Tirs au but 3 - 1 | He J.X. · Zou M.R. · Zhong J.Q. · Ma N. | Arbitrage : Laurine Delforge Sarah Wison Arbitre vidéo : Ayanna McClean | Arbitrage : Laurine Delforge Sarah Wison Arbitre vidéo : Ayanna McClean |

## Classement final
| Rang                          | Groupe | Équipe          | J | V | N | D | BP | BC | Diff | Pts | Classement mondial FIH | Classement mondial FIH | Classement mondial FIH |
| Rang                          | Groupe | Équipe          | J | V | N | D | BP | BC | Diff | Pts | Avant                  | Après                  | +/-                    |
| ----------------------------- | ------ | --------------- | - | - | - | - | -- | -- | ---- | --- | ---------------------- | ---------------------- | ---------------------- |
| 1                             | A      | Pays-Bas T      | 8 | 7 | 1 | 0 | 26 | 7  | +19  | 22  | 1                      | 1                      | 0                      |
| 2                             | A      | Chine           | 8 | 3 | 2 | 3 | 20 | 14 | +6   | 11  | 8                      | 6                      | +2                     |
| 3                             | B      | Argentine       | 8 | 4 | 3 | 1 | 19 | 13 | +6   | 15  | 2                      | 2                      | 0                      |
| 4                             | A      | Belgique        | 8 | 5 | 2 | 1 | 18 | 7  | +11  | 17  | 4                      | 3                      | +1                     |
| Éliminées en quarts de finale |        |                 |   |   |   |   |    |    |      |     |                        |                        |                        |
| 5                             | B      | Australie       | 6 | 4 | 1 | 1 | 17 | 8  | +9   | 13  | 5                      | 5                      | 0                      |
| 6                             | A      | Allemagne       | 6 | 3 | 1 | 2 | 13 | 8  | +5   | 10  | 3                      | 4                      | -1                     |
| 7                             | B      | Espagne         | 6 | 2 | 1 | 3 | 6  | 9  | -3   | 7   | 7                      | 8                      | -1                     |
| 8                             | B      | Grande-Bretagne | 6 | 2 | 0 | 4 | 9  | 15 | -6   | 6   | 6                      | 7                      | -1                     |
| Éliminées en phase de groupes |        |                 |   |   |   |   |    |    |      |     |                        |                        |                        |
| 9                             | B      | États-Unis      | 5 | 1 | 1 | 3 | 5  | 13 | -8   | 4   | 13                     | 13                     | 0                      |
| 10                            | A      | Japon           | 5 | 1 | 0 | 4 | 2  | 15 | -13  | 3   | 10                     | 11                     | -1                     |
| 11                            | B      | Afrique du Sud  | 5 | 0 | 0 | 5 | 4  | 10 | -6   | 0   | 18                     | 20                     | -2                     |
| 12                            | A      | France H        | 5 | 0 | 0 | 5 | 4  | 24 | -20  | 0   | 20                     | 22                     | -2                     |